# Propagació d'ones

Model de la propagació d'ones sísmiques en dues dimensions

La propagació de les ones són un dels fenòmens físics més fonamentals: les ones es propaguen sobre la superfície de l'aigua i els terratrèmols, les ondulacions en les molles, les ones de llum, les ones de ràdio, les ones sonores, etc. La propagació d'una ona pot interpretar-se fent ús del model de la cadena lineal. Aquesta cadena està composta d'una sèrie de partícules d'igual massa separades per molles també iguals. Aquest model permet explicar el comportament dels cossos elàstics i, per tant, la propagació de les ones mecàniques.
En el cas de les ones sonores i de la llum, s'acostuma a analitzar a una ona com la suma d'ones sinusoidals simples. Aquest és el principi de superposició lineal. En contrast, quan s'observa acuradament les ones en la superfície de l'aigua, es veu que per la seva descripció aquest principi no es pot aplicar en general, excepte quan ocorren petites amplituds. L'estudi de les ones d'amplitud petita en l'aigua va ser un dels temes principals de la física del segle xix. Durant mitjans del segle xx, l'estudi de molts fenòmens no lineals van tenir especial importància, per exemple, els feixos de làsers en l'òptica no lineal i les ones en gasos de plasma exhibeixen fenòmens no lineals.
La importància d'aquests fenòmens ha portat a estudis més acurats, els quals han revelat que la propagació d'ones no lineals sigui considera com entitats fonamentals en els fenòmens ondulatoris. A les ones estables en un mitjà de resposta no lineal i dispersiu se'ls coneix com a solitons.
La història dels solitons està íntimament relacionada amb la història de la conducció de la calor en mitjans materials, a més de l'estudi de la propagació d'ones en la superfície de l'aigua. El 1914, Debye es feia la següent pregunta: per què els sòlids tenen conductivitat tèrmica finita? Ell mateix afirmava que si el sòlid es modelava com una cadena unidimensional d'oscil·ladors no lineals, és que els modes normals interaccionarien a causa de la no linealitat. El resultat net dona un coeficient de transport finit en l'equació de difusió, mentre que la superposició de les forces lineals interatòmiques resulta en una conductivitat tèrmica infinita.
El problema anterior va motivar que a principis de 1950 Enrico Fermi, John Pasta i Stanislam Ulam (FPU), portaran a teme experiments numèrics en cadenes d'oscil·ladors amb potencials d'interacció no harmònics. Van pensar que si l'energia es col·locava en la manera d'oscil·lació més baix (mode de longitud d'ona més llarg), eventualment prendria lloc l'equipartició de l'energia. El temps de relaxació perquè això ocorregués proporcionaria una mesura del coeficient de difusió. Per a la sorpresa de Enrico Fermi i els seus companys l'energia del sistema no es va "termalitzar". Només una fracció de l'energia es va repartir entre els altres modes i en, un temps posterior, llarg però finit, gairebé la mateixa quantitat d'energia de tornava a concentrar en la manera més baix. Aquest es coneix en mecànica com un fenomen de recurrència, similar al que s'observa en el moviment de dos pèndols acoblats, en què l'energia d'oscil·lació roman en una manera cert temps i després passa a un altre. Resulta que el temps de recurrència per a un nombre prou gran d'oscil·ladors acoblats excedeix qualsevol temps d'observació física rellevant i resulta en una conductivitat tèrmica finita.
L'explicació d'aquest descobriment va romandre com un misteri fins que Norman Zabusky i Martin Kruskal van començar a estudiar novament aquest sistema a principis de 1960. El fet que només "s'activaren" els modes d'ordre més baix (longitud d'ona llarga), els va conduir a proposar una aproximació contínua del sistema i estudiar l'equació diferencial parcial anomenada Equació de Korteweg-de Vries (KDV).
Aquesta equació havia estat obtinguda el 1885 per DJ Korteweg i Gustav de Vries en la descripció de la propagació d'ones de longitud d'ona llarga, en aigües poc profundes. A partir d'un estudi detallat de l'equació, Norman Zabusky i Martin Kruskal van trobar que aquesta admet solucions estables en el sentit que les ones poden interaccionar i preservar els seus perfils i velocitats inicials després de la col·lisió.
En poques paraules
exemple: les ones poden ser front d'ones circular: en una pertulvació en un punt exemple: en llançar una pedra a l'aigua es produeixen ones circulars, i al front d'ona pla: quan la propagació succeeix a la superfície del medi exemple: les ones del mar :)